# Melleruds köpcentrum
Melleruds köpcentrum, köpcentrum i Mellerud som började byggas år 2016 och invigdes i oktober år 2019. Det ligger vid korsningen av vägarna E45 och 166.
Köpcentret är 17 000 kvm stort och med 30 butiker. Det ägs till lika delar av Orvelin Gruppen och Konsumentföreningen Bohuslän-Älvsborg.
Nära köpcentret finns ytterligare butiker, bland annat bygghandel.